# 이중주

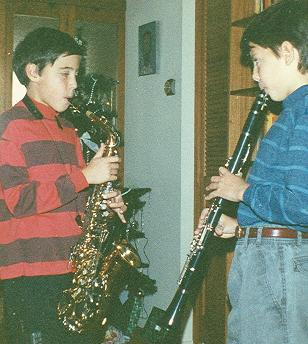

이중주(二重奏, duo, duet)는 2개의 악기만으로 구성된 중주이다. 독주에 적합한 멜로디 악기와 피아노 또는 쳄발로와 편성하거나, 2개의 멜로디 악기의 편성이 보통이다. 바이올린과 피아노, 첼로와 피아노 등은 자주 볼 수 있으며, 또 모차르트의 작품에 있듯이 바이올린과 비올라의 이중주 같은 것도 있다. 피아노와 쳄발로를 쓰지 않는 이중주에서는 이 바이올린과 비올라처럼 음질이 비슷하고 음역이 다른 2가지의 악기를 편성하는 경우가 많다. 그렇지 않으면 종합적인 울림이 빈약해지고 음의 범위도 좁아지고 음악의 안정감이 적어지기 때문이다. 보통 고전파 이후의 바이올린 소나타와 첼로 소나타 등은 물론 이중주이다. 소나타 외의 곡에서 이중주인지 독주인지는 피아노가 함께 연주되는 멜로디 악기와 대등한 입장에 있는지 또는 반주의 입장에 있는지에 따라 정해진다.

## 저명한 오페라 이중주
- La clemenza di Tito by 볼프강 아마데우스 모차르트
- La Cenerentola by 조아키노 로시니
- The Puritans of 빈첸초 벨리니
- Don Pasquale by 가에타노 도니체티
- La traviata by 주세페 베르디
- Aida of 주세페 베르디
- Mefistofele of 아리고 보이토
- Manon Lescaut by 자코모 푸치니
- Madama Butterfly by 자코모 푸치니
- L'amico Fritz by 피에트로 마스카니